# The Power God
The Power God este un film SF serial mut american din 1925 regizat de Francis Ford și Ben F. Wilson. În rolurile principale joacă actorii Ben Wilson, Neva Gerber, Mary Crane.

## Prezentare
Profesorul Sturgess inventează un motor miraculos care se poate alimenta nelimitat de la atomii din aer. Atunci când profesorul este ucis, fiica sa și logodnicul ei trebuie să lupte pentru a păstra secretul puterii motorului pentru ca să nu cadă în mâinile maleficului Weston Dore și a acoliților săi.

## Actori
- Ben F. Wilson 	este Jim Thorpe
- Neva Gerber 	este Aileen Sturgess
- Lafe McKee 	este Prof. Daniel Sturgess
- Al Ernest Garcia 	este Weston Dore (ca Allan Garcia)
- Ruth Royce 	este Carrie Dore
- William H. Turner 	este Jarvis Humphries
- Catherine Kent 	este Mrs. Thorpe
- Nelson McDowell 	este Dr. Clack
- Chief Eagle Wing 	este Sabo, a mysterious friend (ca Grover Eagle Wing)